# Makrillsläktet
Makrillsläktet (Scomber) av familjen makrillfiskar har hela kroppen täckt av med små fina fjäll. Ögonen har ett stort "fettveck" och käkarna bär små tänder. Ryggfenorna är långt åtskilda, och små fenor finns bakom analfenan och bakre ryggfenan. Fyra arter.

## Arter
- Stillahavsmakrill[1] (Scomber australasicus) Cuvier i Cuvier och Valenciennes, 1832
- Scomber colias Gmelin, 1789
- Spansk makrill[1] (Scomber japonicus) Houttuyn, 1782
- Makrill[1] (Scomber scombrus) Linné, 1758